# 山下良道
山下良道（やましたりょうどう、1956年 - ）は、鎌倉一法庵（One Dharma Forum, ワンダルマの会）住職。ワンダルマ仏教僧。元テーラワーダ仏教僧侶（比丘名はスダンマチャーラ, Sudhammacara）。元曹洞宗の僧侶・開教使。法名は一法良道。東京都出身。
自身の遍歴や日本の仏教の歴史に基づき、日本に伝統的に伝わる大乗仏教の現状を仏教1.0とし、1990年代後半から顕著に日本に入って来たテーラワーダ仏教（上座部仏教、南方仏教）を仏教2.0とし、それら両者の資産を活かしつつも両者の問題点を克服した仏教のあり方としての仏教3.0を提唱し、仏教界の改革に向けて活動している。

## 経歴
1956年、東京都に生まれる。
14歳の頃、未来の幸福のために現在を手段として使う生き方に疑問を感じる一方、中学・高校の修学旅行で触れた京都・奈良の仏教に「現代の社会の原理とはまったく違うもの」を感じ、高校生の頃から仏教書を読み始める。
東京外国語大学仏語学科卒業を間近にして、曹洞宗の内山興正の著作に触れ、内山の法話の聴講、手紙のやり取りを経て、大学卒業後の1982年に兵庫県の曹洞宗安泰寺に入る。1983年に曹洞宗の僧侶として得度。法名は一法良道。
1988年、曹洞宗の海外開教師としてアメリカ合衆国マサチューセッツ州のヴァレー禅堂に派遣され、藤田一照と共に坐禅指導や講義を行う。1990年代初頭にティク・ナット・ハンの著作とマインドフルネスの概念に触れる。1991年にイタリアの禅道場に半年間滞在。
1992年、帰国。京都府南丹市の昌林寺付属の京都曹洞禅センターで外国人に英語で説明しながら坐禅の修行を共にする一方、同寺の住職代理として葬式・法事に携わるなかで日本仏教の様々な現実に触れる。
1995年2月、京都曹洞禅センターを辞職する。3月のオウム真理教による地下鉄サリン事件に衝撃を受ける。4月、来日したティク・ナット・ハンと、京都の東山で会談。臨済宗の僧侶であるティク・ナット・ハンが日本の禅僧たちとは雰囲気が違い、非常に安らぎに満ちていると感じられるのはマインドフルネスの実践によるものと感じ、マインドフルネスと関わりの深いテーラワーダやパーリ語経典にも関心を持つ。
1995年11月、高知県津野町の空き家を借りて渓声禅堂を設立、仲間と共に自給自足しながらの坐禅生活を送るとともに、テーラワーダの瞑想にも取り組む。日本テーラワーダ協会（現・日本テーラワーダ仏教協会）の機関誌の編集にも携わった。渓声禅堂における活動や、安泰寺の文集に日本の寺や修行方法についての疑問を書いたことなどによって、安泰寺との関係に緊張が生じた。安泰寺に戻るよう命じられるが、師である内山が1998年に亡くなっていたことで、安泰寺・曹洞宗に自分を引き留めるものが何もないという判断に至る。
2001年、ビルマのテーラワーダの長老に随順する方針のもとに渓声禅堂を一時閉鎖して上京。来日したパオ・セヤドーの講演の通訳を務め、パオ・セヤドーに師事する。7月、日本を発ち、ビルマのモウラミャインにあるパオ森林僧院にてテーラワーダの比丘として得度。比丘名はスダンマチャーラ。同僧院で修行生活に入る。約4年かけてパオ・メソッドを修了する。その過程で、テーラワーダと大乗仏教の関係性に気づく。パオ・メソッドの瞑想を最終段階までやり遂げたものの、仏教2.0の教義の論理的な矛盾に納得できず、その解決が仏教2.0のなかでは無理であると認識し、他人に教えを説くこともできず、どう活動していけばいいか方向を見失った。
2005年、パオ・セヤドーのアメリカでのリトリートでアシスタントを務める。その後、スリランカのナウヤナ森林僧院に半年間滞在し、パーリ語とチャンティング（読経）を学ぶ。
2006年1月、インドでブッダガヤなどを巡礼した後、ネパールに半年間滞在し、カトマンズのボダナートでチベット仏教を学んで帰国。
2007年3月、パオで知り合った韓国僧に招待されて大韓民国に一ヶ月滞在。当地の寺で華厳経の言葉を読んだことと、5月に来日したチベット仏教のゾンサール・ケンツェ・リンポチェと高野山で二週間ディスカッションを行なったことにより、頭の整理がついてきた。同年7月から鎌倉市稲村ヶ崎の一法庵で毎週の坐禅会を始め、2017年11月現在も継続している。
2014年6月1日、NHK「こころの時代」出演。

## 思想

### 仏教3.0
山下の主要な思想・主張の1つは、日本に伝統的に伝わる大乗仏教の現状（仏教1.0）にも、1990年代後半以降に日本で急速に普及し始めたテーラワーダ仏教（仏教2.0）にも、それぞれ問題点があるので、それらを現代人のために改善・統合した「仏教3.0」へとアップデートする必要がある、というものである。

#### 仏教1.0（日本大乗仏教）の問題点
山下は、日本の伝統的大乗仏教（仏教1.0）の問題点を、
- 「あなたは既に悟っている／救われている」といった大乗仏教の教義内容を、実感を伴って理解できていない。
- それゆえに、自分達がやっていることに自信が持てないので、本来宗教が担うべき心の問題には踏み込めずに、儀式や作法のみの形式的な振る舞いに終始する。（山下はこの状態を「医療設備がありながら医療が行われていない病院」と表現している[33]。）
- その結果、葬式仏教と揶揄されるようになる。

といった一連の悪循環構造として指摘する。
山下はこの原因を、仏教が始まってから大乗仏教（仏教1.0）に至るまでの過程情報が日本にいきいきと伝わらなかったためであると指摘し、その事情を「二話連続のテレビドラマ（仏教）をいきなり第二話（大乗仏教、仏教1.0）から見始めた状態」と喩えている。第一話（仏教2.0）を知らないまま第二話（仏教1.0）を見ているので、第二話としての大乗仏教（仏教1.0）の前提がピンとこず、大乗仏教の教義の出発点に実感を持てないままでその教義を受容せざるを得なくなる状況があるという。このような事情を山下は「大乗仏教の悩み」・「日本仏教の悲劇のもと」であると述べ、第一話に相当するテーラワーダ仏教（仏教2.0）の内容を踏まえる必要性を説く。

#### 仏教2.0（テーラワーダ仏教）の問題点
他方で山下は、テーラワーダ仏教（仏教2.0）については、ヴィパッサナー瞑想が米国でセラピー・心理療法に応用されているように、心の問題に応えられる部分がありつつも、その問題点を、
- 瞑想時にシンキングマインド（thinking mind）に取って代わる主体としての「私の本質」についての説明が欠落しているため、行き詰まる者が多いこと

として指摘する。したがって、テレビドラマ（仏教）が第一話（テーラワーダ仏教、仏教2.0）で完結せず、主体（主役）を代えて第二話（大乗仏教、仏教1.0）が作られたことには必然性があったと述べている。
山下は、シンキングマインド（と「私の本質」「別の主体」）を、「猿」、「映画」、「雲（と青空）」、「先発ピッチャー（とリリーフピッチャー）」といった様々な喩えで表現するが、シンキングマインドでシンキングマインドを抑え込もうとしても無理であることを指摘する。

#### 仏教3.0による解決
以上のような大乗仏教（仏教1.0）とテーラワーダ仏教（仏教2.0）それぞれの欠点や行き詰まり、あるいは両者の対立を解消するために、山下は仏教3.0へのアップデートを訴えており、それによって両者は統合されるという。山下はこれを「ワンダルマ」とも呼んでいる。
山下によれば、現在日本国内外で大乗仏教（仏教1.0）とテーラワーダ仏教（仏教2.0）の潮流がぶつかり合いながら仏教を捉え直していく潮流ができつつあり、山下らの日本における仏教3.0に関する活動は、その世界的潮流の最先端だという。
そして、その仏教3.0の具体的な実践内容が、下述するワンダルマメソッド（青空の瞑想）と呼ばれる瞑想である。

## 実践・活動

### ワンダルマメソッド、青空の瞑想
自身や瞑想会の経験を元に、仏教3.0の瞑想法としてまとめ、提唱・実践しているのが、ワンダルマ・メソッドあるいは青空の瞑想と呼ばれる瞑想である。これは、2016年3月時点では、
1. 青空へのフォーカシング
2. お腹のアナパナサティ
3. 微細な感覚の瞑想
4. 慈悲の瞑想
5. 鼻の入り口のアナパナサティ
6. 青空からのヴィパッサナー

という行程によって構成されている。
山下にとってメソッドとは、天才が天才であるがゆえに入れた場所に、天才でない人間でも入れるようにするものであるという。日本仏教のそれぞれの宗派の人たちにワンダルマ・メソッドをやってもらえたら、それぞれの宗派の大事にしているものが本当にリアルに感じられるようになるという。

### 只管打坐3.0
上記のワンダルマ・メソッドで青空に立ったのち、瞑想の気づきの対象としての呼吸やチッタ（心）も脱落させて、青空（である自分）が青空に気づいてゆく。これを山下は只管打坐3.0と呼ぶ。
山下によれば、これは「私の本質は青空である」という前提を実感できずに建前にしてしまっていた「只管打坐1.0」をアップデートしたものである。山下によれば「只管打坐は、いわばメソッド否定」なので、メソッドにあたる2.0を飛び越えて、1.0から3.0へのダイレクトなアップデートとなる。それは同時に、「お念仏3.0」、「お題目3.0」、「即身成仏3.0」であると言うこともできるという。

### 坐禅会・接心・ポッドキャスティング
毎週日曜午後、鎌倉一法庵で日曜ワンダルマ坐禅会を行っている。
基本的な構成は以下の通り。
- 01:00 pm〜　三帰依・五戒・般若心經読誦、青空の法話
- 03:00 pm〜　ウォーキング・メディテーション （稲村ケ崎海岸）
- 03:50 pm〜　青空へのヨーガ（アーサナ+プラーナーヤーマ）by 板橋理江
- 04:20 pm〜　青空の瞑想
- 05:40 pm〜　茶話会（質疑応答）
- 06:30 pm　終了

毎週土曜には、鎌倉一法庵で土曜早朝坐禅会を行なっている。この土曜早朝坐禅会は必要に応じて英語も使用され、外国人の参加も歓迎されている。

鎌倉一法庵以外での坐禅会として関西坐禅会と名古屋坐禅会も行っている。

鎌倉一法庵と日本各地（関西、名古屋、奥多摩御岳山、沖縄久高島、福島裏磐梯）で接心を行なっている。接心の指導は日本語と、必要に応じて英語でも行われる。
ここに挙げた坐禅会・接心のうち、土曜早朝坐禅会以外の回に行われた法話と質疑応答は録音され、鎌倉一法庵の公式サイトでポッドキャスティング配信されている。一部の法話は文字起こしされ、一法庵のFacebookページで公開されている。

## 著書

### 単著
- 『青空としてのわたし』　幻冬舎、2014年 ISBN 978-4344025899
- 『本当の自分とつながる瞑想入門』　河出書房新社、2015年12月 ISBN 978-4309276632
- 『光の中のマインドフルネス』　サンガ、2017年12月 ISBN 978-4865641066
- 『「マインドフルネス×禅」であなたの雑念はすっきり消える』　集英社、2018年10月5日 ISBN 9784087816662

### 共著
- 『アップデートする仏教』　藤田一照との共著、幻冬舎、幻冬舎新書、2013年 ISBN 978-4344983212
- 『〈仏教3.0〉を哲学する』　永井均・藤田一照との共著、春秋社、2016年9月 ISBN 978-4393135921
- 『東京マインドフルネスセンター ワークショップ集 1 仏教瞑想の多面的適用』　ステファン・G・ホフマンほかとの共著、サンガ、2017年3月 ISBN 9784865640809

## 寄稿・インタビューなど

### 書籍
- 『図説ブッダの道―偉大なる覚者の足跡とインド仏教の原風景』　学研マーケティング、2008年2月。 ISBN 978-4056050677
- 「瞑想道場紹介　04　一法庵」　『別冊サンガジャパン1 実践！ 仏教瞑想ガイドブック』　サンガ、2014年7月。 ISBN 978-4905425823
- 山下良道　「ティク・ナット・ハンのマインドフルネスと仏教3.0」　『サンガジャパンVol.19(2015Winter)』　サンガ、2014年12月。 ISBN 978-4865640045
- 山下良道　「信仰と化学がひとつになる時代へ」　『サンガジャパンVol.20』　サンガ、2015年4月。 ISBN 978-4865640151
- 「藤田一照師+山下良道師によるシリーズ『アップデートする仏教を体感しよう!』ファイナル、完全レポート (特集 瞑想を語る)」　『サンガジャパン Vol.22』　サンガ、2016年
- 藤田一照・山下良道「アップデートする仏教 : この二年の波紋と差分 日本仏教に与えた波紋と現在を語り合う (特集 瞑想を語る)」　『サンガジャパン Vol.22』　サンガ、2016年

### 雑誌
- 「試行錯誤30年を経て独自の瞑想道場を開いた僧侶の真実路」　『月刊住職』2014年11月号　興山舎、2014年10月。 ISBN 978-4908027000
- 「山下良道さんに尋ねる　『今、ここ』にこころを戻す呼吸瞑想」　『一個人』2015年1月号　KKベストセラーズ、2014年11月。
- 「山下良道に聞く　青空への歩きかた」　『つるとはな』第２号　株式会社つるとはな、2015年6月。 ISBN 978-4908155017

### 新聞
- 山下良道　「仏教の再生〈上〉」　『中日新聞』2014年1月11日付朝刊、第15面。
- 山下良道　「仏教の再生〈下〉」　『東京新聞』2014年1月18日付朝刊、第17面。
- 「アップデート版仏教 心静める方法を学ぶ」　『中日新聞』2014年12月26日付朝刊、第15面。
- 山下良道　「近代のどん詰まり　上　死んだら終わりか」　『中日新聞』2015年4月3日付朝刊、第15面　および　『東京新聞』2015年4月4日付朝刊。
- 山下良道　「近代のどん詰まり　下　死んでも死なない命」　『中日新聞』2015年4月10日付朝刊、第17面　および　『東京新聞』2015年4月11日付朝刊。
- 「アップデート仏教を講演　山下氏『3.0』は日本から」　『仏教タイムス』2016年7月7日号。

### Webメディア
- 「日本人が忘れたこと」　『OPINION3/11』、一般財団法人ニッポンドットコム、2011年4月[64]。
- 「『ブッダに雲はありますか？』山下良道さんインタビュー（前編）」　『彼岸寺』、2014年8月[65]。
- 「『お寺は青空がかたちになった場所』山下良道さんインタビュー（後編）」　『彼岸寺』、2014年8月[66]。
- 「グローバル企業が注目する「マインドフルネス」～その本当の起源はアジアの仏教だった」　『現代ビジネス』、講談社、2016年6月[67]。
- 「なぜ欧米人は座禅に失敗するのか？苦しみの本質は心の暴走にあった」　『現代ビジネス』、講談社、2016年6月[68]。